# Filip Holmqvists handelsinstitut
Filip Holmqvists handelsinstitut var ett handelsinstitut med utbildning inom kontorsyrken i Göteborg. Institutet var beläget på Norra Allégatan där Filip Holmqvists Revisionsbyrå idag återfinns. 
Filip Holmqvists handelsinstitut bildades utifrån Bröderna Påhlmans skriv- och handelsinstituts filial i Göteborg som grundades 1885 med Filip Holmqvist som föreståndare.
Filip Holmqvist började med utbildning i välskrivning där han utvecklade en egen skrivmetod som spreds till andra skolor. Holmqvist gav ut läroböcker kring handstil och anlitades som skriftexpert i samband med rättsfall. Han fick en dominerande roll för utvecklingen av välskrivningsundervisningen i Sverige. Hans samling med litteratur i ämnet finns på Region- och stadsarkivet Göteborg.
1906 flyttades verksamheten till Norra Allégatan och fick namnet Filip Holmqvists handelsinstitut. Institutets verksamhet breddades och omfattade efterhand maskinskrivning, handelsämnen och språk. Verksamheten hade också översättnings-, bokförings- och revisionsbyrå. En annan framgångsrik verksamhet var sekreterarutbildningarna. Under 1920-talet var institutet först med kurser i försäljningsteknik i Sverige. Efter hans död 1926 tog sönerna Harry och Arthur Holmqvist över som rektorer. Sedan tog Kjell Holmqvist, son till Arthur Holmqvist, över som rektor. 